# Houston Comets 2001
La stagione 2001 delle Houston Comets fu la 5ª nella WNBA per la franchigia.
Le Houston Comets arrivarono seconde nella Western Conference con un record di 19-13. Nei play-off persero la semifinale di conference con le Los Angeles Sparks (2-0).

## Roster
| N° | Naz.                   | Ruolo | Sportivo           | Anno | Alt. | Peso |
| -- | ---------------------- | ----- | ------------------ | ---- | ---- | ---- |
| 00 | Stati Uniti (bandiera) | C     | Tiffani Johnson    | 1975 | 193  | 109  |
| 3  | Stati Uniti (bandiera) | G     | Kelley Gibson      | 1976 | 178  | 62   |
| 4  | Stati Uniti (bandiera) | G     | Coquese Washington | 1971 | 168  | 63   |
| 5  | Stati Uniti (bandiera) | A     | Trisha Stafford    | 1970 | 185  | 82   |
| 6  | Stati Uniti (bandiera) | G     | Nekeshia Henderson | 1973 | 173  | 65   |
| 7  | Stati Uniti (bandiera) | A     | Tina Thompson      | 1975 | 188  | 81   |
| 9  | Brasile (bandiera)     | A     | Janeth             | 1969 | 180  | 67   |
| 20 | Stati Uniti (bandiera) | GA    | Tynesha Lewis      | 1979 | 178  | 68   |
| 23 | Stati Uniti (bandiera) | A     | Tammy Jackson      | 1962 | 188  | 86   |
| 24 | Stati Uniti (bandiera) | A     | Amanda Lassiter    | 1979 | 185  | 65   |
| 32 | Russia (bandiera)      | AC    | Ėlen Šakirova      | 1970 | 191  | 86   |

## Staff tecnico
- Allenatore: Van Chancellor
- Vice-allenatori: Kevin Cook, Alisa Scott